# ロン・シェルトン
ロン・シェルトン (Ron Shelton, 1945年9月15日 - ) はアメリカ合衆国カリフォルニア州出身の映画監督・脚本家。

## 略歴
バスケットボールと野球の奨学金を得てウエストモント・カレッジ (Westmont College)に進学。1966年にメジャーリーグのボルチモア・オリオールズからドラフト39巡目で指名され、6年間マイナーリーグで野球選手として活躍した経歴を持つ。入団時は投手だったが二塁手に転向。1971年には3Aロチェスター・レッドウイングスでボビー・グリッチ、ドン・ベイラーらと共にプレーし、66試合出場で打率.260を記録したがメジャーには昇格できず引退。
アリゾナ大学に入学し直し、卒業後脚本を書き始めた。ロジャー・スポティスウッド監督の映画『アンダー・ファイア』などの脚本を手掛け、1988年に『さよならゲーム』で監督デビュー。野球やバスケットボール、ゴルフなど、スポーツをテーマにした映画で知られる。
妻はカナダ出身の女優ロリータ・ダヴィドヴィッチで、自らの監督映画『ブレイズ』『タイ・カップ』『ハリウッド的殺人事件』に出演している。

## 主な監督作品
- さよならゲーム Bull Durham (1988)
- ブレイズ Blaze (1989)
- ハード・プレイ White Men Can't Jump (1992)
- タイ・カップ Cobb (1994)
- ティン・カップ Tin Cup (1996)
- マイ スウィート ガイズ Play It to the Bone (1999)
- ダーク・スティール Dark Blue (2002)日本未公開
- ハリウッド的殺人事件 Hollywood Homicide (2003)
- ベスト・バディ Just Getting Started (2017)

## 監督以外
- ハード・チェック Blue Chips (1994) 脚本・製作総指揮